# Carbuss
Carbuss - Indústria de Carrocerias Catarinense Ltda är en brasiliansk busstillverkare. Det har bildats på basis av den 2012 konkursade busstillverkaren Busscar Õnibus. Bussarna marknadsförs med det övertagna varumärket "Busscar".
Produktionslinjen startade i maj 2018 och de första bussarna levererade i augusti 2018.